# Edward Witten
Edward Witten (/ˈwɪtən/; sinh 26 tháng 8 năm 1951) là nhà vật lý lý thuyết và giáo sư vật lý toán tại Viện Nghiên cứu Cao cấp ở Princeton, New Jersey.
Witten nghiên cứu trong lĩnh vực lý thuyết dây, hấp dẫn lượng tử, lý thuyết trường lượng tử siêu đối xứng, và những lĩnh vực vật lý toán khác.
Ngoài những đóng góp cho vật lý học, các công trình của Witten cũng có tác động quan trọng tới toán học thuần túy. Năm 1990 ông trở thành nhà vật lý đầu tiên và duy nhất cho tới nay nhận Huy chương Fields của Hội liên hiệp Toán học quốc tế. Năm 2004, Tạp chí Time đánh giá Witten là một trong những nhà vật lý lý thuyết còn sống vĩ đại nhất trên thế giới.